# Porsche
Dr.Ing. h. c. F. Porsche AG (wym. posłuchajⓘ) – niemieckie przedsiębiorstwo produkujące obecnie samochody sportowe oraz luksusowe samochody osobowe, założone w 1931 roku przez Ferdinanda Porsche. Właścicielem spółki jest koncern Volkswagen AG. Siedziba przedsiębiorstwa znajduje się w Stuttgarcie-Zuffenhausen.
W 2019 roku Porsche wyprodukowała 280 880 samochodów, z czego największy udział przypadł modelowi Macan (prawie 100 tys.) oraz Cayenne (ponad 92 tys. pojazdów), legendarny model Porsche 911 zyskał prawie 40 tys. nabywców.
Liczba zarejestrowanych nowych samochodów Porsche w Polsce wyniosła 1821 w 2019 roku.

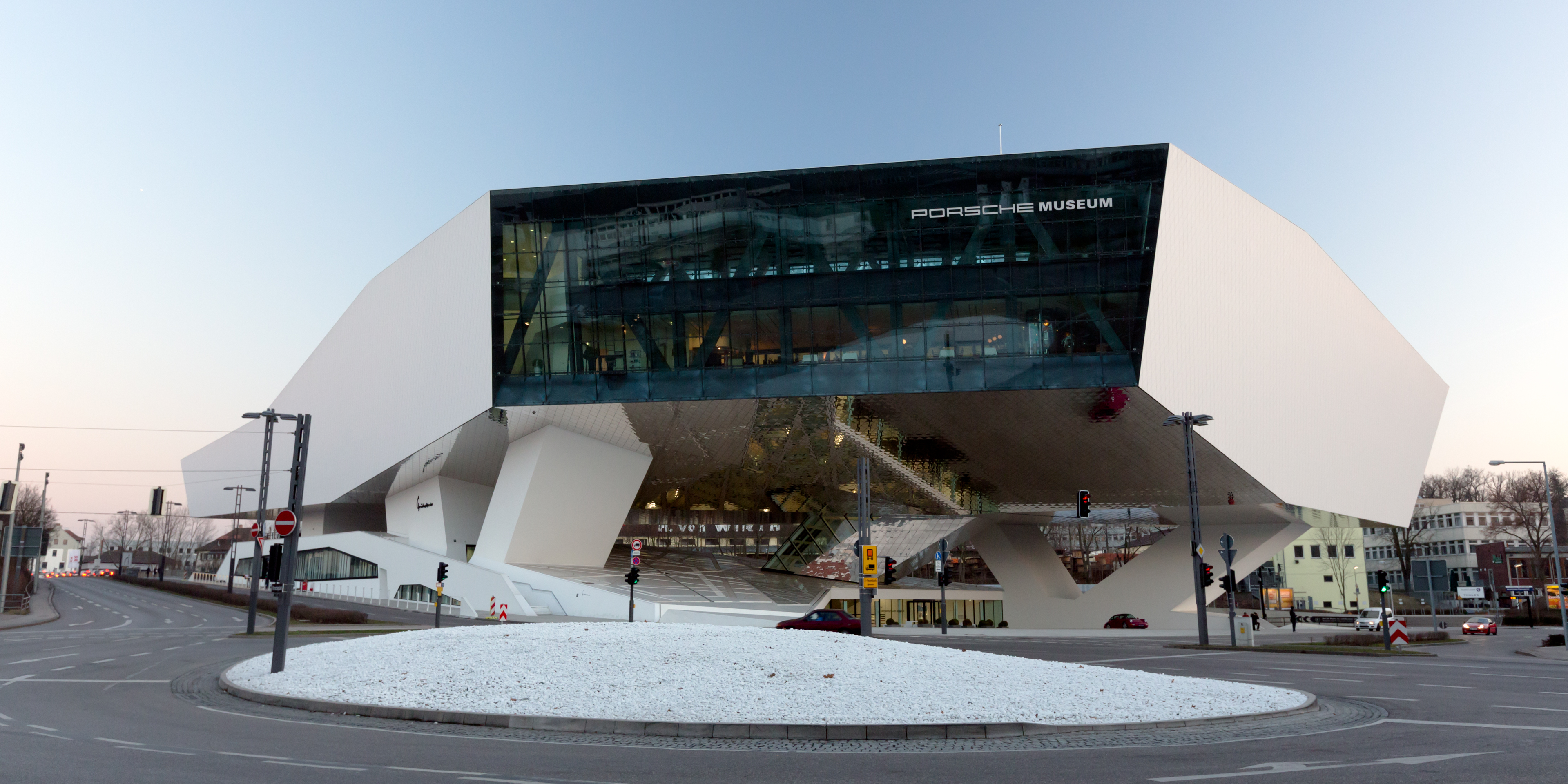
Muzeum Porsche w Stuttgarcie-Zuffenhausen

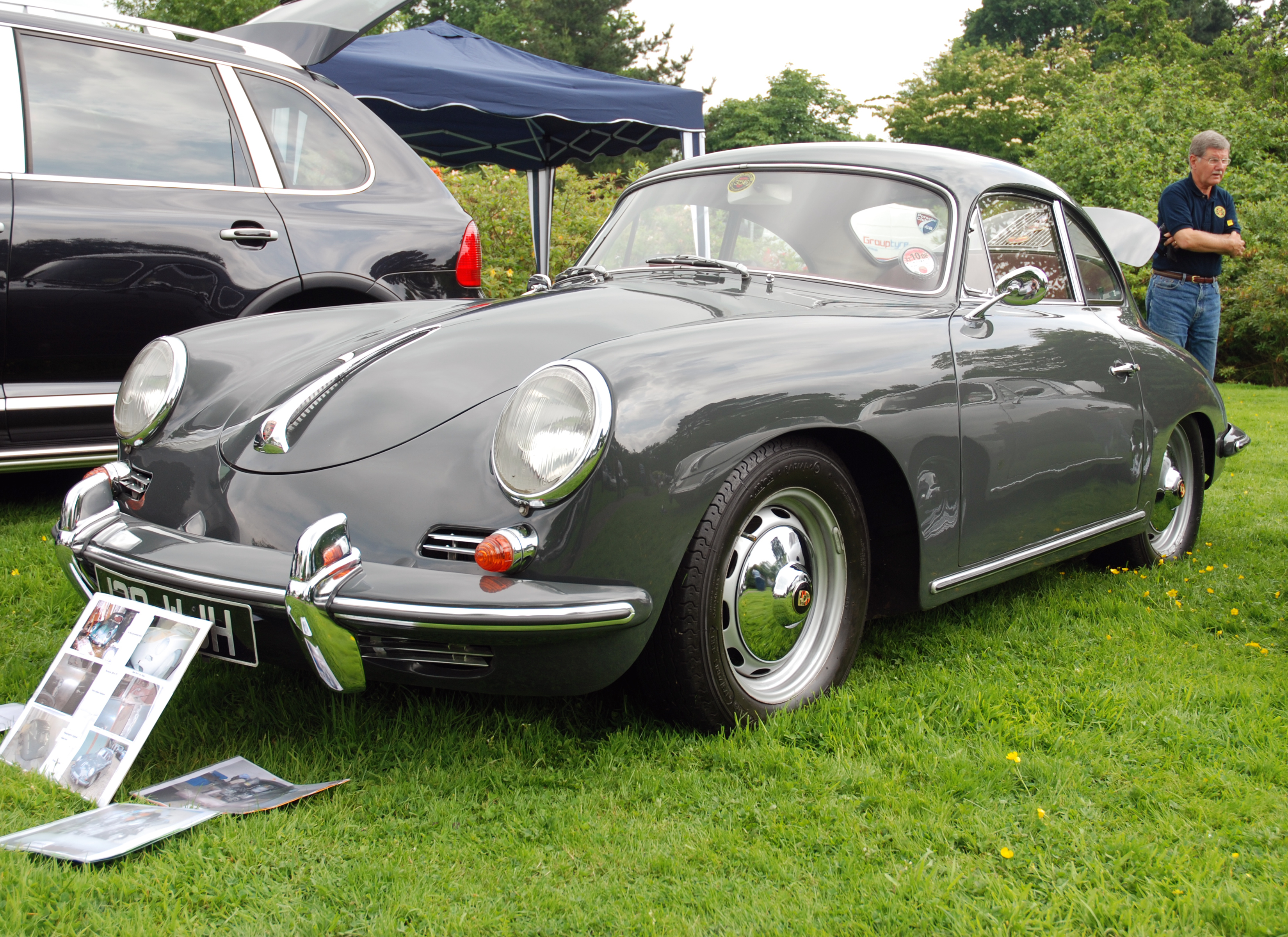
Porsche 356

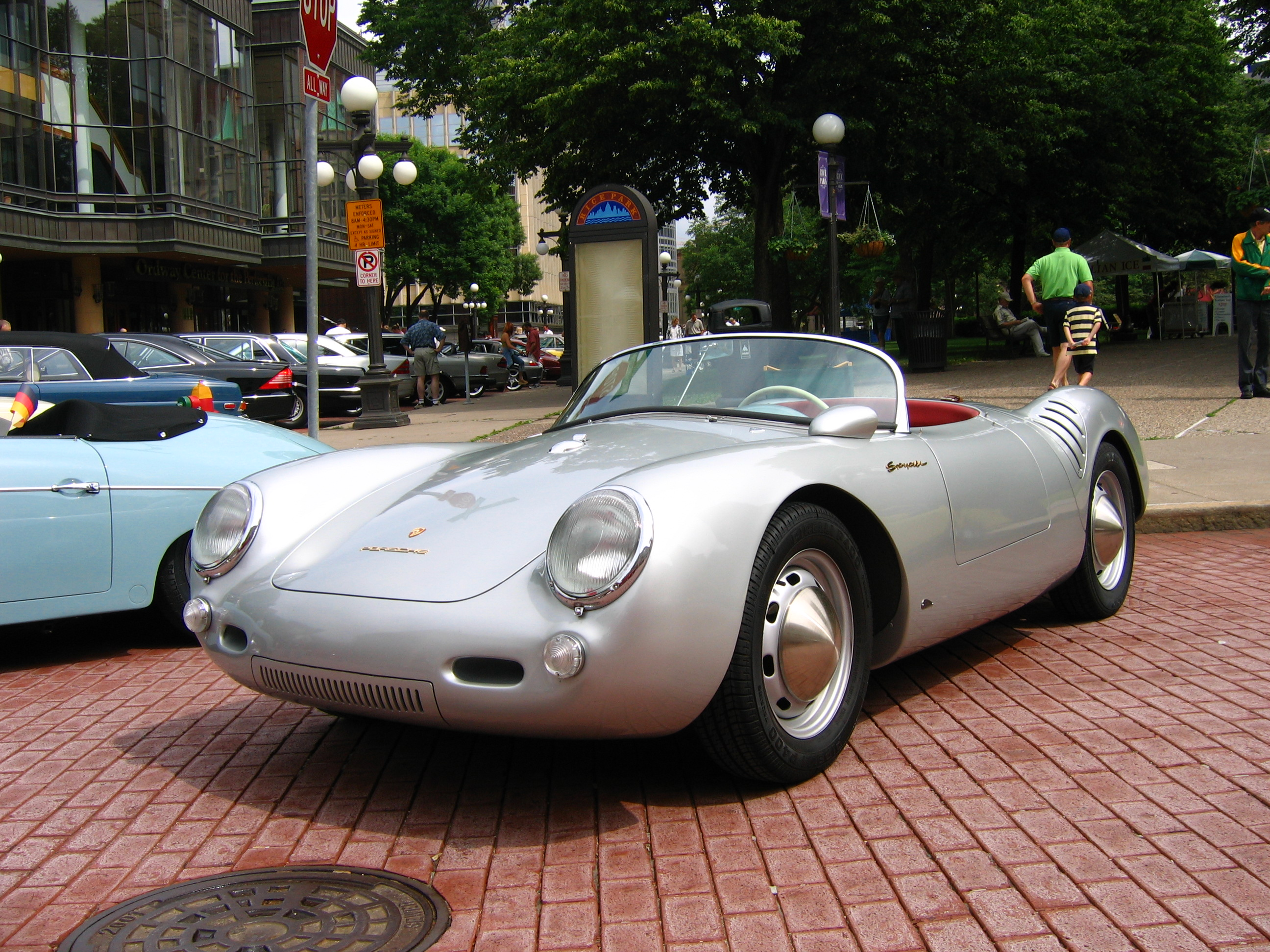
Porsche 550 Spyder

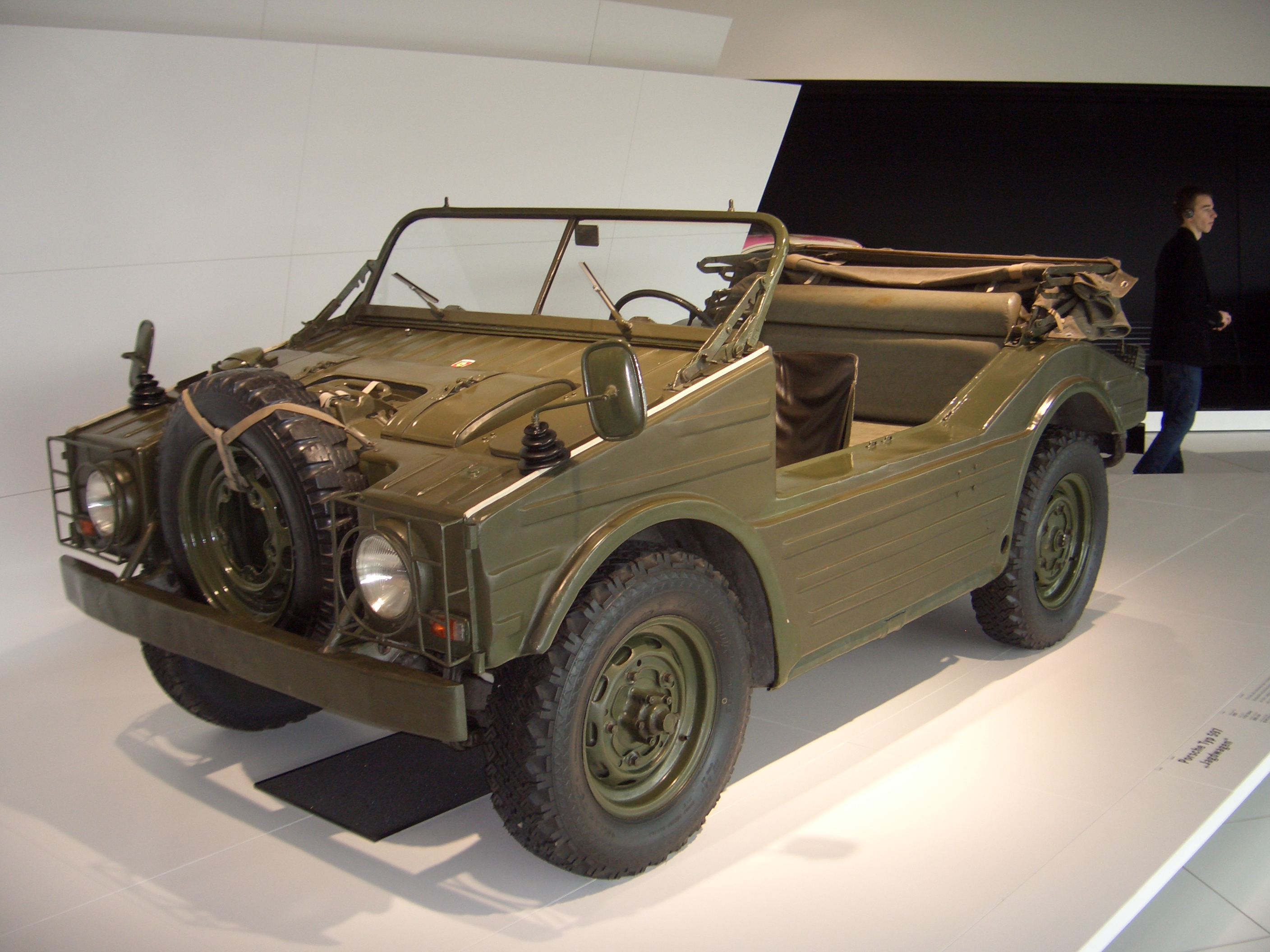
Porsche 597 „Jagdwagen”

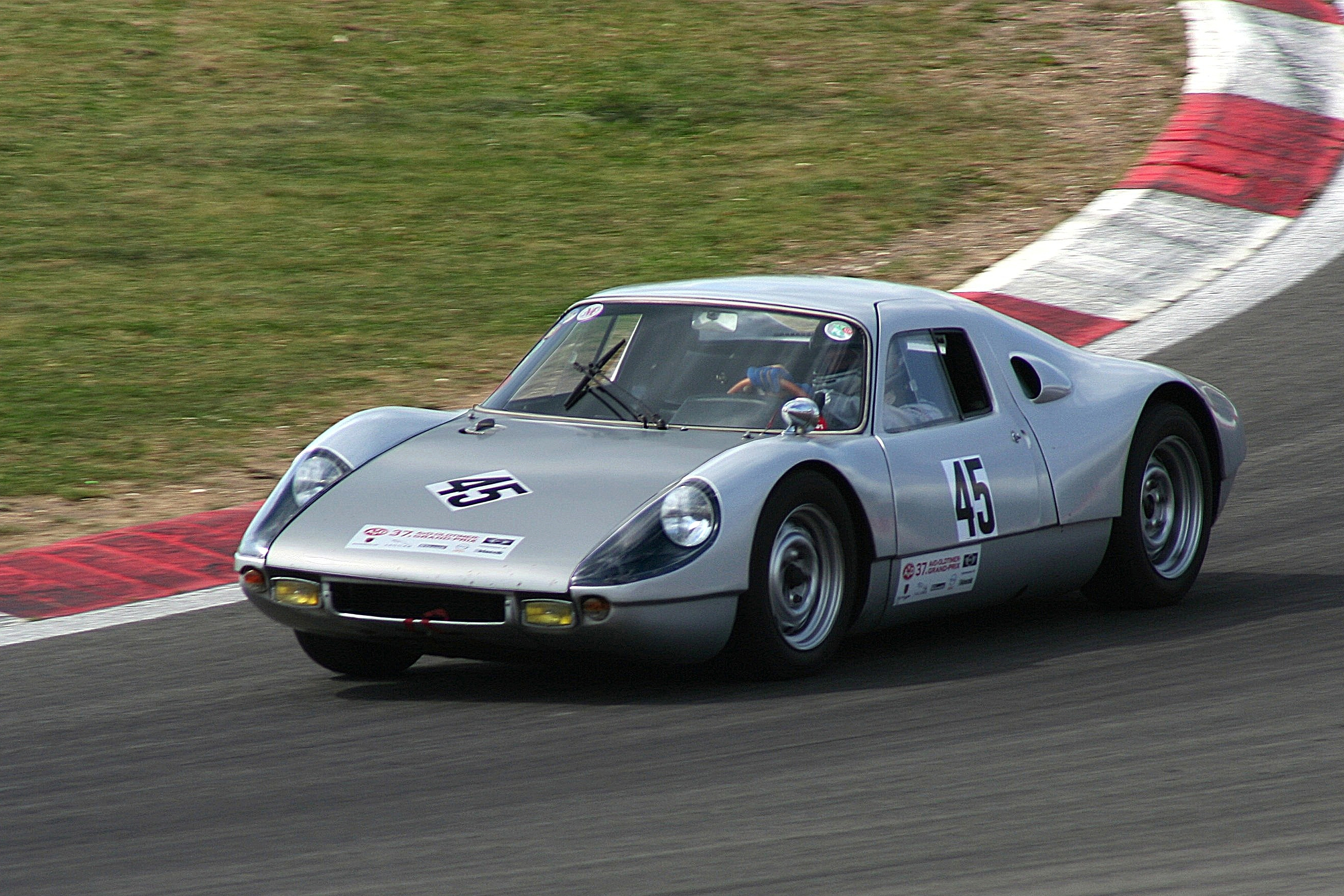
Porsche 904

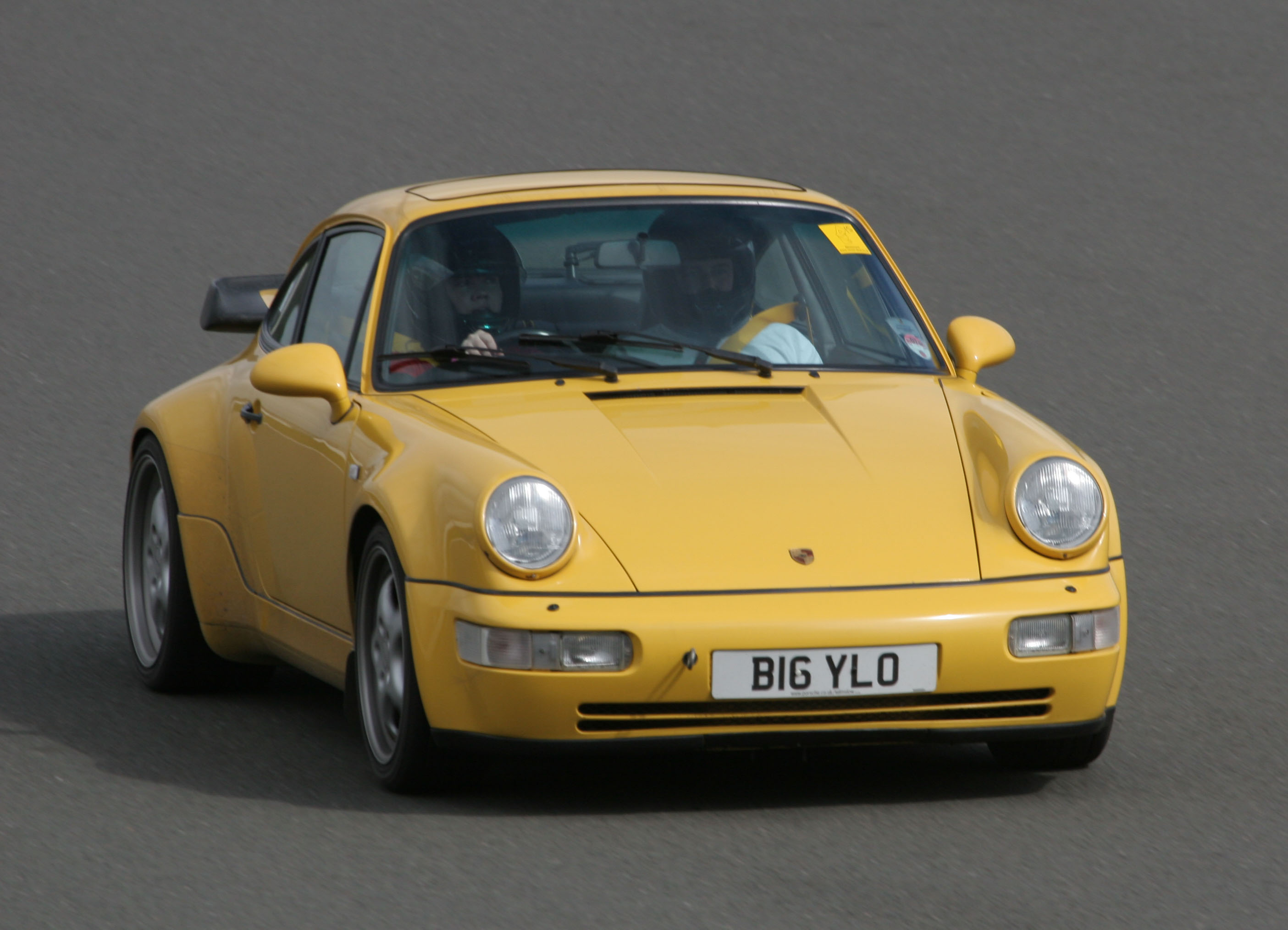
Porsche 911 Turbo (965)

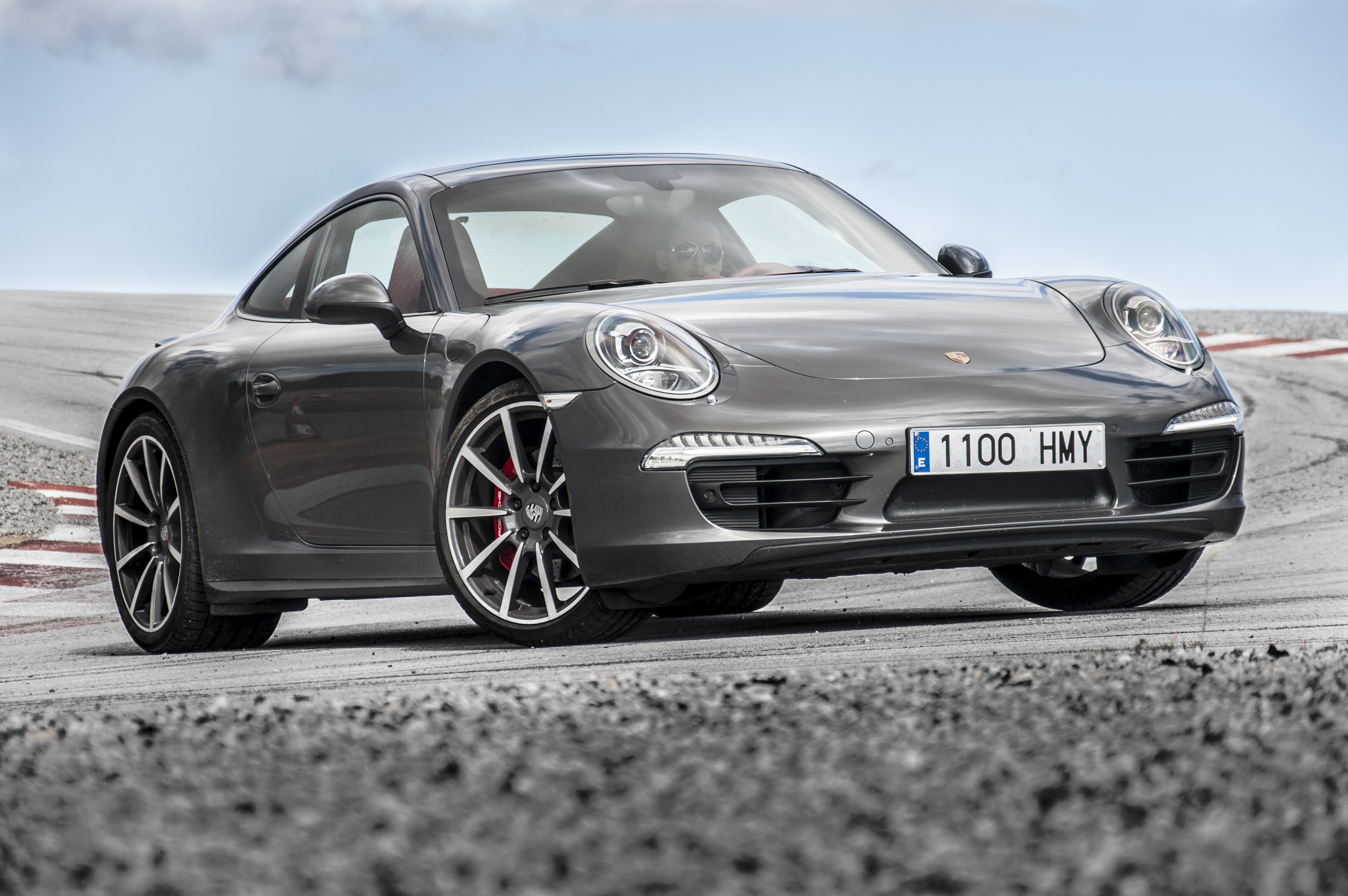
Porsche 911 Carrera 4S (991)

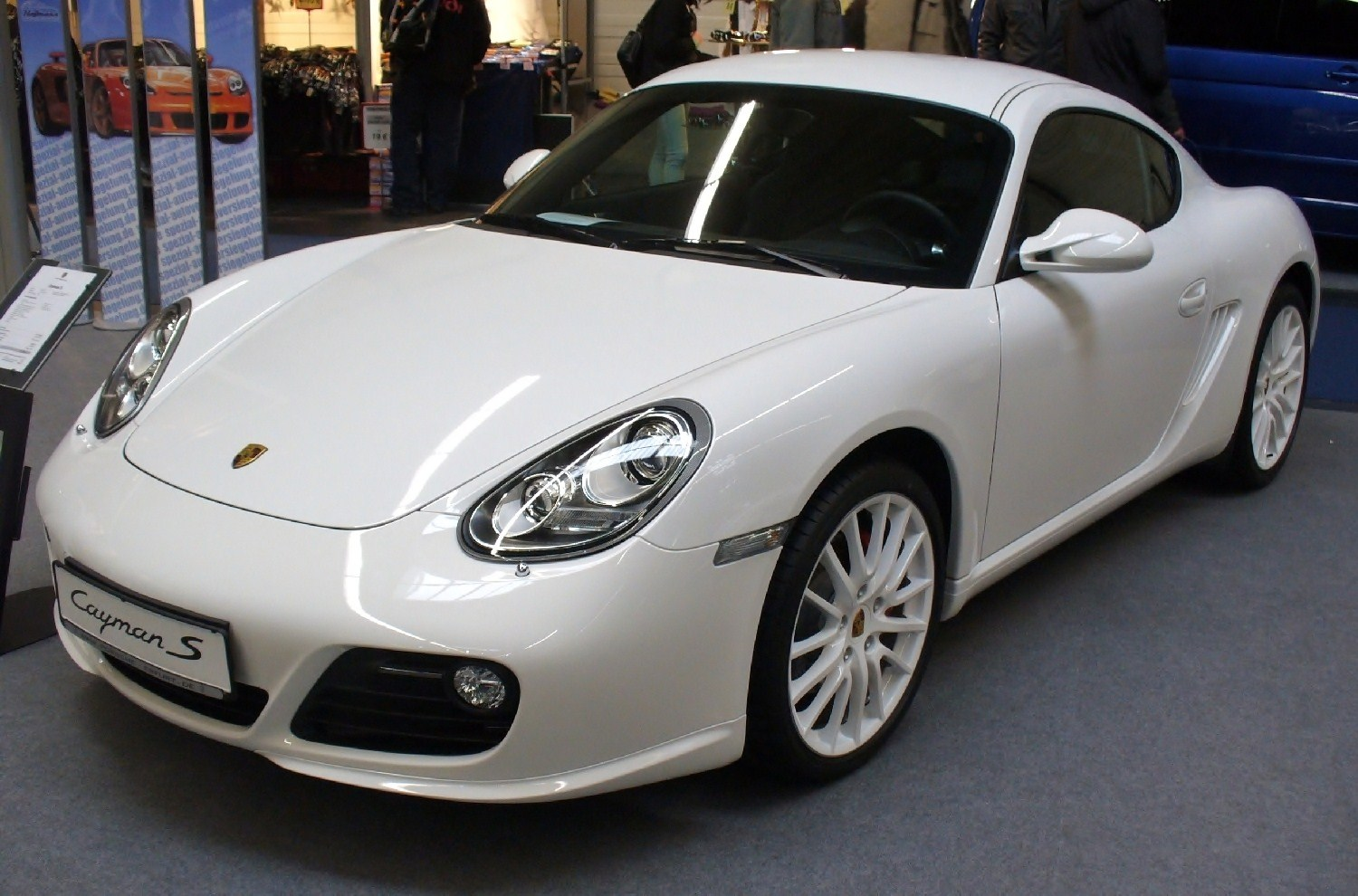
Porsche Cayman S

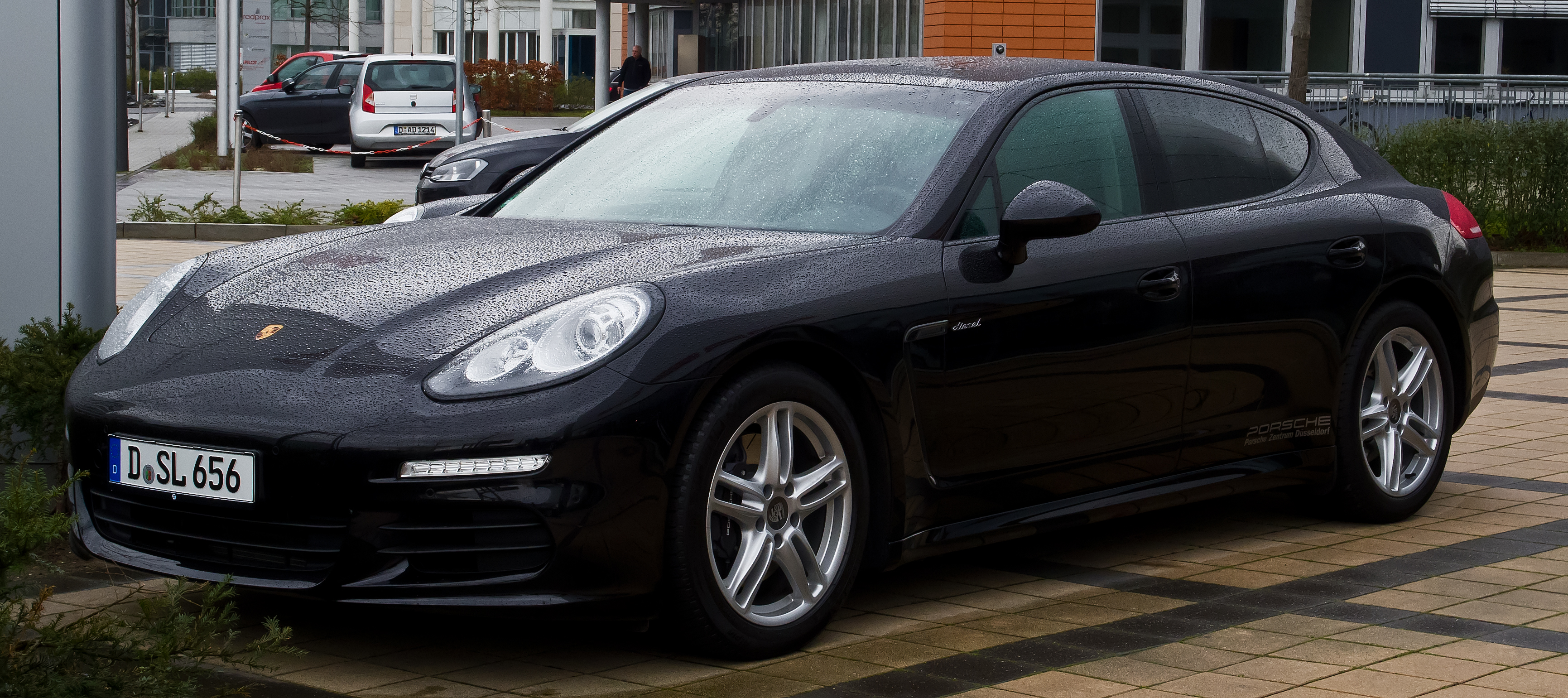
Porsche Panamera

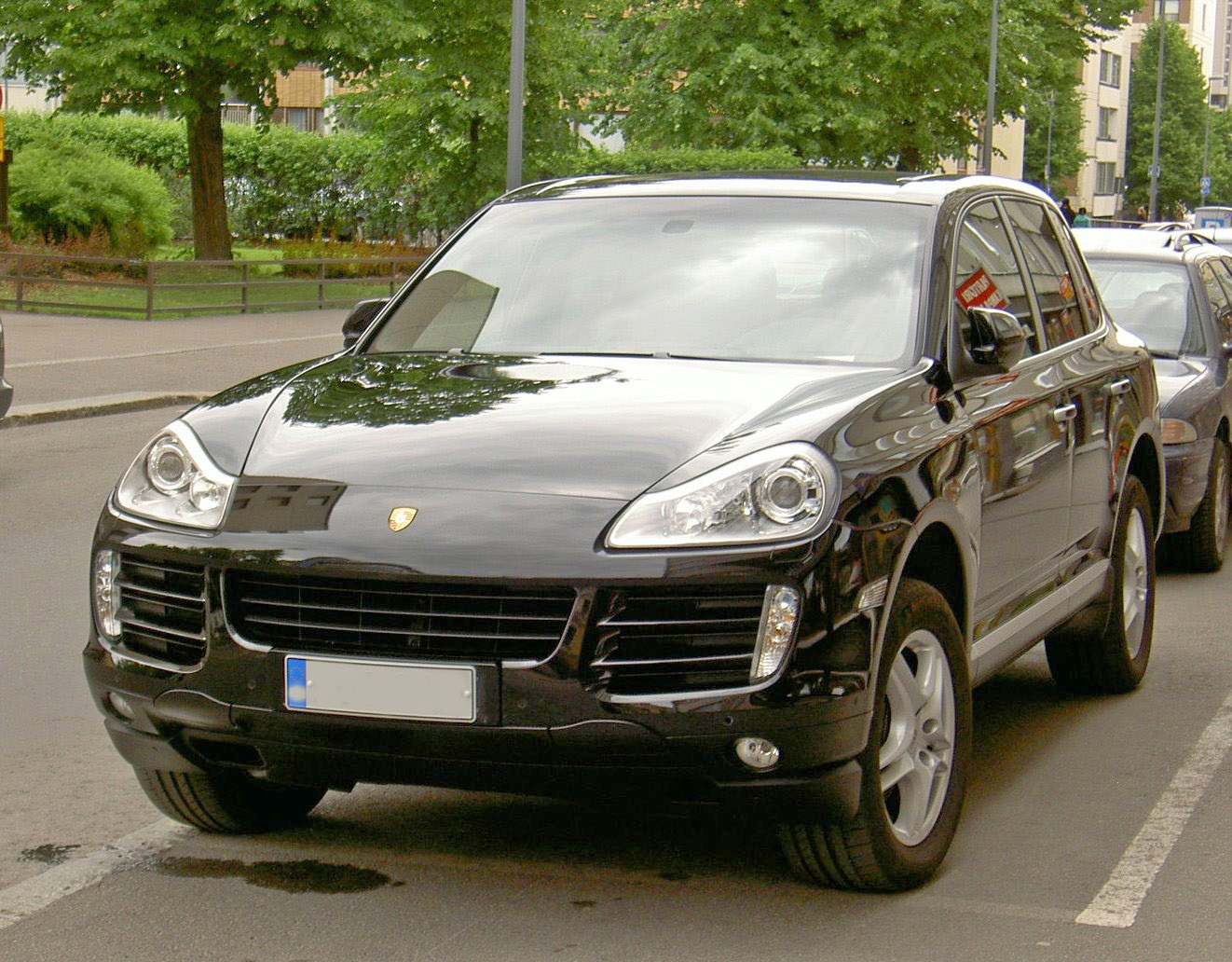
Porsche Cayenne I

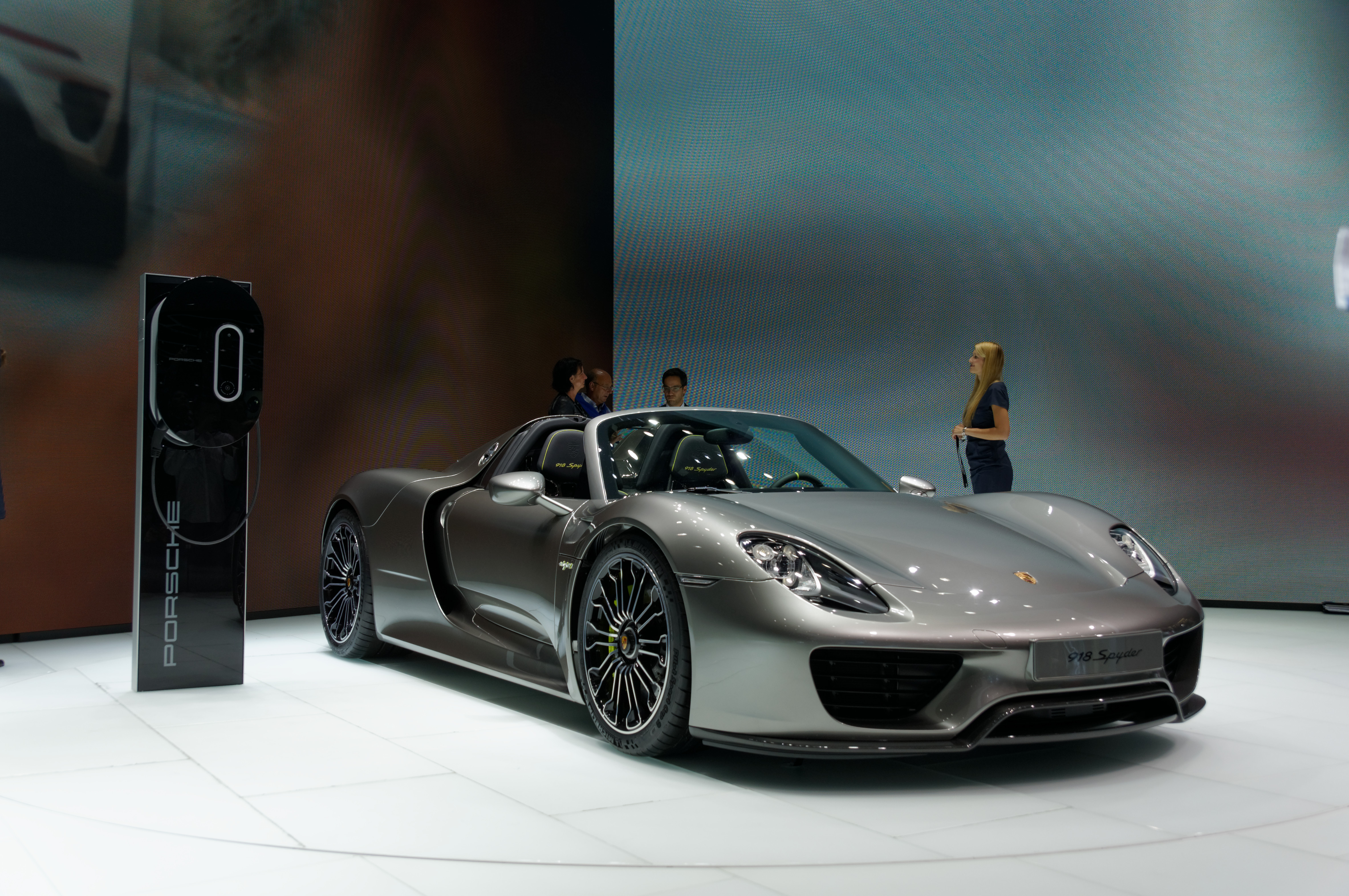
Porsche 918 Spyder

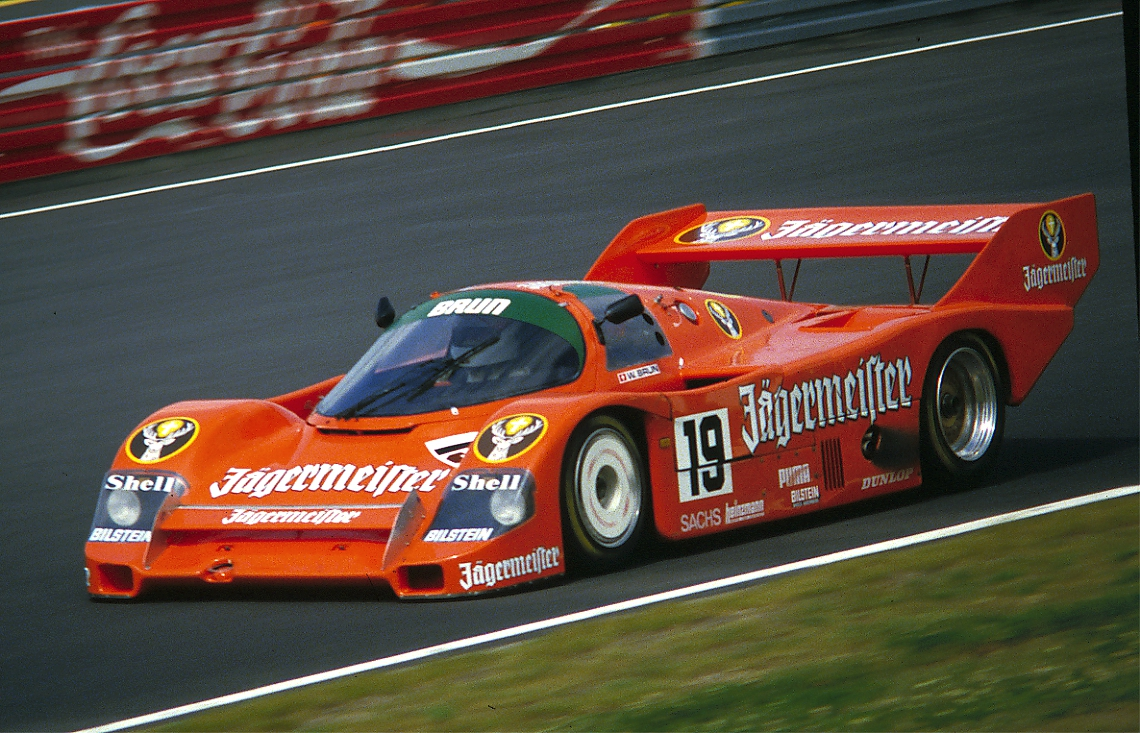
Porsche 956

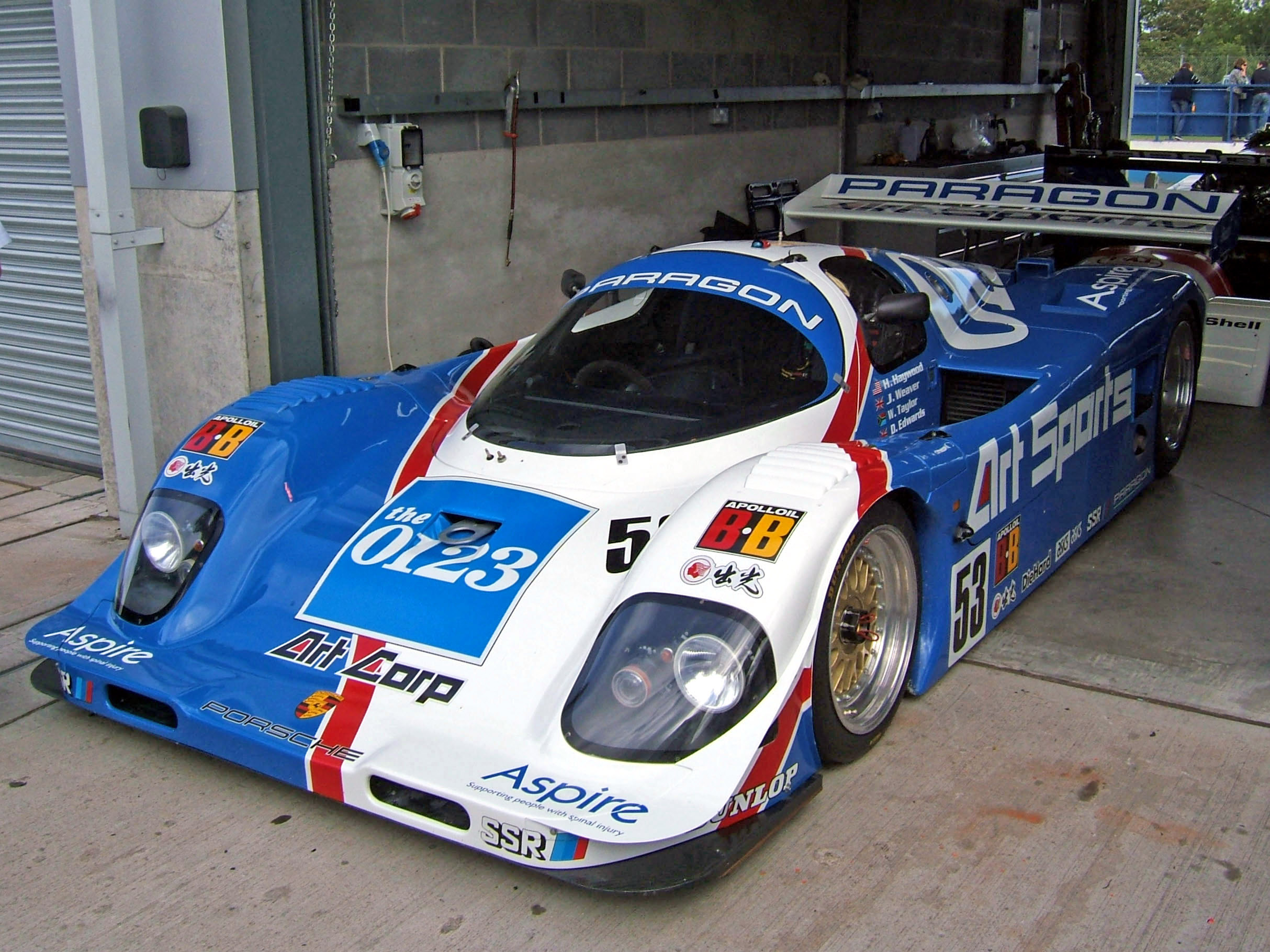
Porsche 962

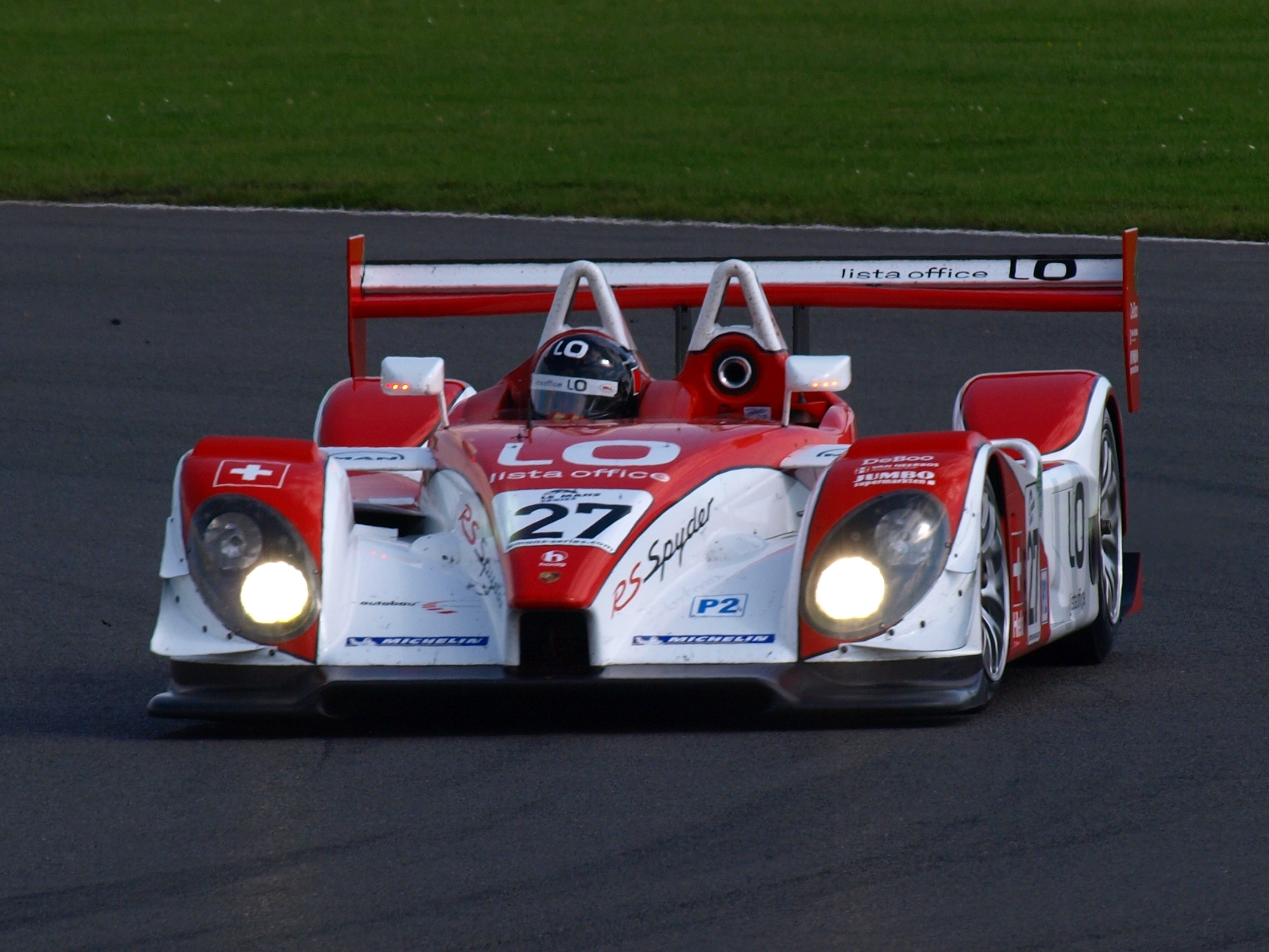
Porsche RS Spyder

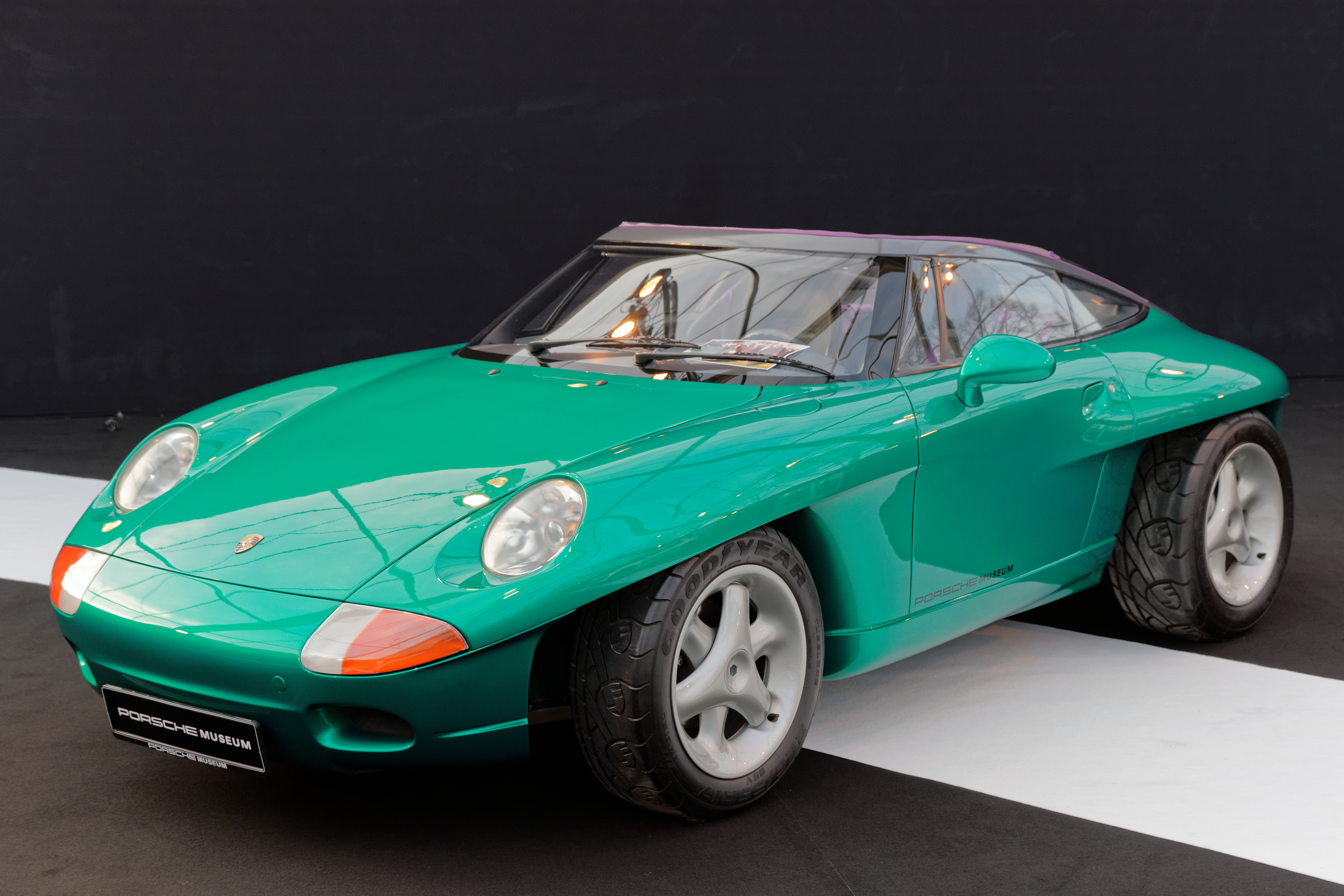
Porsche Panamericana

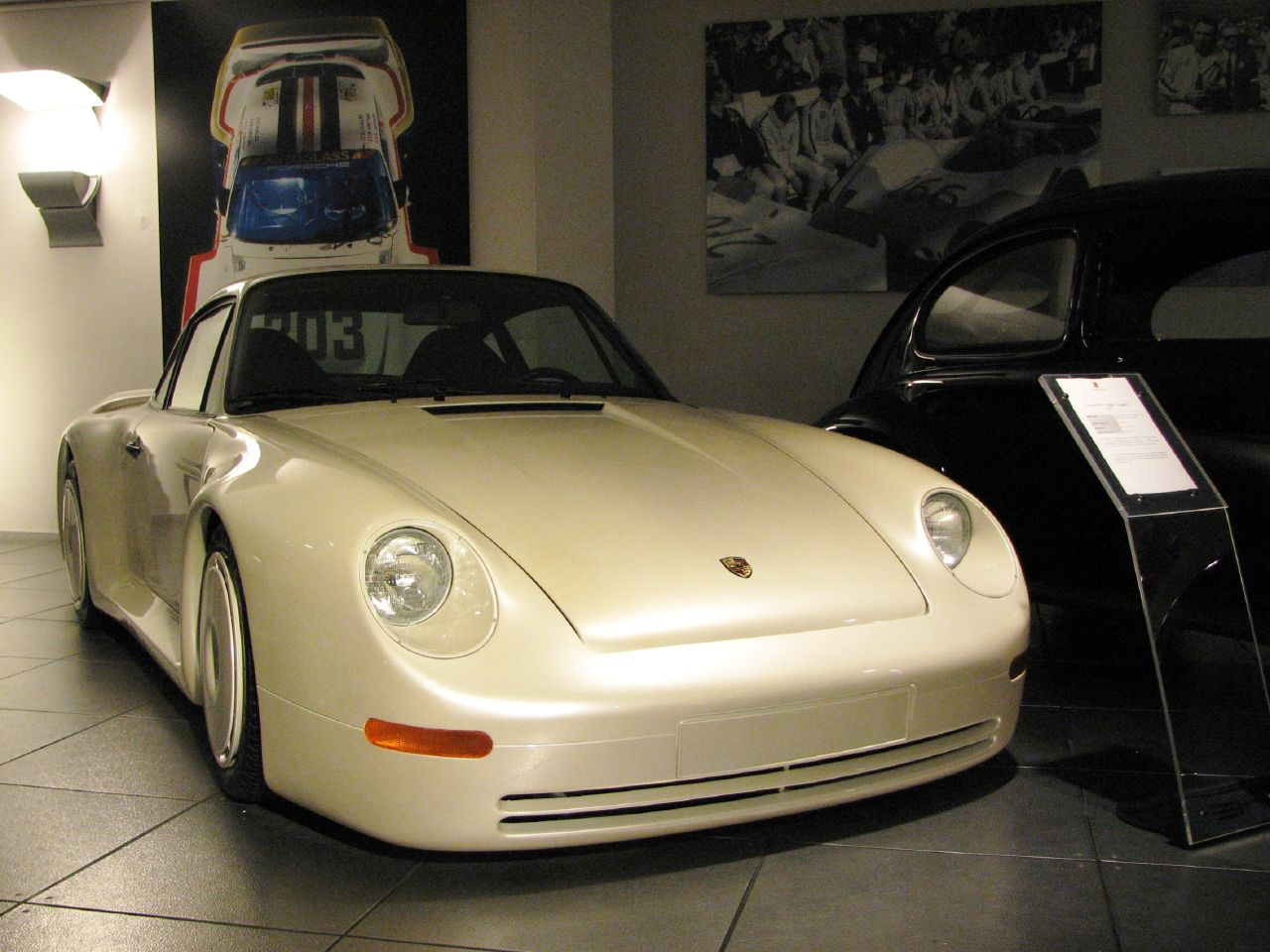
Porsche 959

## Historia
25 kwietnia 1931 roku Ferdinand Porsche założył firmę początkowo konstruującą samochody, a następnie z nakazu Adolfa Hitlera pojazdy wojskowe i pancerne dla III Rzeszy w czasie II wojny światowej konkurując z firmą Henschel.
Logo firmy Porsche, w kształcie herbu, które pozostało niezmienione do czasów współczesnych, w centralnej części ma umieszczonego biegnącego konia, który został zapożyczony z herbu miasta Stuttgart, w którym mieści się przedsiębiorstwo.
W 1947 roku przedsiębiorstwo przejął syn Ferdinanda – Ferry Porsche. Pierwszy model Porsche 356 z roku 1948 zawierał wiele części z Volkswagena Garbusa, w tym silnik (chłodzony powietrzem 4-cylindrowy boxer) oraz amortyzatory. Autorem projektu nadwozia był Erwin Komenda, który już poprzednio zaprojektował wygląd VW Garbusa. Model 356 w toku produkcji był modernizowany, wiele części Volkswagena zastąpiono własnymi konstrukcjami. Ostatnie wersje modelu 356 miały silnik własnej konstrukcji firmy Porsche.
W 1963 roku zaprezentowano model Porsche 911. Był to wóz sportowy z sześciocylindrowym silnikiem własnej konstrukcji umieszczonym z tyłu. To auto stało się światowym przebojem firmy Porsche, osiągając sukcesy nie tylko na torze wyścigowym, lecz przede wszystkim w sprzedaży.
W połowie lat 70 XX wieku powstała koncepcja stworzenia podziału na małe modele czterocylindrowe, średnie sześciocylindrowe i duże z silnikiem o ośmiu cylindrach. Mały model 924 pojawił się w 1976 roku a rok później duży 928. Polityka ta była kontynuowana aż do roku 1995, kiedy to po trzech latach zakończono produkcję Porsche 968 m.in. ze względu na niewielki popyt. Samochód poza stylistyką przypominającą Porsche 944 krytykowano za małą liczbę cylindrów.

### Powiązania z Volkswagenem
Przedsiębiorstwo miało ścisłe kontakty z firmą Volkswagen AG, przede wszystkim dzięki Ferdinandowi Porschemu, który był konstruktorem prowadzącym projekt pierwszego modelu VW, zwanego w Polsce Garbus, a po niemiecku Käfer. Porsche w produkcji swoich pojazdów wykorzystuje wiele części koncernu VW. Modele 356, 914 oraz 924 montowane były w fabryce Audi, przez co zastosowano w nich wiele części marki Audi, a model Cayenne dzieli wspólną płytę podłogową i niektóre silniki z Volkswagenem Touaregiem.
Historia biura konstrukcyjnego Porsche zaczęła się w kwietniu 1931 roku. Wtedy to Ferdynand Porsche założył w Stuttgarcie spółkę „Dr. Ing. h. c. F. Porsche GmbH”. Spółka nie zajmowała się początkowo produkcją, a jedynie konstruowaniem samochodów, projektowaniem rozwiązań technicznych i doradztwem. Jednym z pierwszych zleceń dla Ferdynanda Porsche było pochodzące od niemieckiego rządu polecenie skonstruowania samochodu dla ludu – Volkswagena.
Pierwszy samochód marki Porsche miał powstać w 1938 roku, ale projekt ten o oznaczeniu Porsche Typ 114 anulowano. Na jego bazie powstało rok później Porsche 64 – karoseria z projektu „114” została przystosowana do płyty podłogowej „normalnego” Volkswagena Garbusa. Porsche jako firma pojawiła się dopiero w roku 1946 i zadebiutowała dwa lata później modelem 356, dla którego modelem wyjściowym był Porsche 64. Prace nad nowym modelem Porsche ruszyły w Gmünd w Austrii, w budynku starego tartaku. Ze względu na powojenne braki zaopatrzeniowe, nowy samochód, tak jak model Porsche 64, miał wiele elementów wspólnych z Volkswagenem Garbusem. Wykonano całkowicie ręcznymi metodami 50 egzemplarzy modelu 356, dla których karoserie budowała firma karoseryjna Reutter. Ostatecznie Porsche 356 przeszło próby drogowe w 1948 roku i trafiło do salonów samochodowych. Dokładnie trzy lata później, w 1951 roku zmarł twórca firmy Ferdinand Porsche.
Po Porsche 356 przyszedł czas na wyścigowy model 550 Spyder, który dobrymi wynikami w rajdach przyczynił się do wypromowania niemieckiej marki. Sukcesy sportowego modelu Spyder sprawiły, że spółka zdecydowała się stworzyć jego odpowiednik, przeznaczony do masowej sprzedaży. Rozpoczęły się prace i w 1964 roku rozpoczęła się produkcja pierwszego modelu Porsche, który zasłużył na określenie samochodu kultowego. Było to Porsche 911, sportowe auto z sześciocylindrowym, chłodzonym powietrzem silnikiem typu „boxer”. Model ten miał początkowo być oznaczony jako 901, jednak Porsche musiało się wycofać z tego pomysłu, ponieważ prawo do oznaczeń z 0 w środku było patentem Peugeota.
W 1972 roku spółka zmieniła formę prawną, stała się spółką akcyjną. Od tego czasu członkowie rodziny Porsche przestali spełniać w niej funkcje kierownicze. Nowy zarząd spółki zdecydował o poszerzeniu asortymentu marki Porsche. Od tej pory miały to być nie tylko samochody, ale także okulary słoneczne, zegarki, meble i wiele innych luksusowych artykułów.
Wkrótce przyszła pora na kolejne modele samochodu, były to 912, 914 i 928. Z tych trzech modeli na szczególną uwagę zasługuje model 914, produkowany w latach 1969–1975. Było to auto które spotkało się z bardzo chłodnym przyjęciem ekspertów. Wyszydzano fakt, że Porsche sięgnęło po silnik Volkswagena i w dodatku zdecydowało się zamontować go za fotelami. Tymczasem, jakby na przekór krytykom, Porsche 914 sprzedawało się bardzo dobrze.
Kolejne lata przynosiły kolejne debiuty. Pojawiło się Porsche 924 i model 928. Ale żaden z modeli nie stał się następcą modelu 911, który od lat jest kojarzony z marką Porsche. Sytuacja zmieniła się, kiedy na początku XXI wieku pojawił się model Cayenne Turbo S (2002) oraz Carrera GT (2004). Ten drugi wyposażony był w najmocniejszy silnik w historii marki o mocy 612 KM. W maju 2006 roku Porsche zdobyło tytuł najbardziej prestiżowej marki motoryzacyjnej. Tytuł ten jest przyznawany przez nowojorski Luxury Institute.
Od początku istnienia koncernu Volkswagen AG około 20% jego akcji posiadały władze Dolnej Saksonii, które dzięki prawu niemieckiemu mogły blokować ewentualne wrogie przejęcie VW AG przez konkurencyjne koncerny. W pierwszej dekadzie XXI wieku udział ten uległ obniżeniu. Obecnie głównym udziałowcem jest spółka Dr. Ing. h. c. Ferry Porsche AG, która posiadała 42,6% akcji koncernu Volkswagen AG. Na przełomie lat 2008–2009 zwiększyła te udziały do 50,76%, przejmując kontrolę nad tą spółką.
W lipcu 2009 roku dotychczasowy prezes producenta samochodów sportowych Porsche Wendelin Wiedeking rozstał się z koncernem. Decyzja, która zapadła na posiedzeniu rady nadzorczej w nocy 22 na 23 lipca 2009 roku otworzyła drogę do fuzji zadłużonej spółki z koncernem motoryzacyjnym Volkswagen AG.
14 sierpnia 2009 roku koncern motoryzacyjny Volkswagen ostatecznie zadecydował, że przejmie 42 procent akcji producenta samochodów sportowych Porsche, płacąc za to do 3,3 mld euro. Pełna integracja obu przedsiębiorstw nastąpiła pod koniec 2011 roku. Porsche stało się wówczas dziesiątą należącą do Volkswagena marką samochodów.

### Obecnie
Porsche zajmuje się także projektami niezwiązanymi z motoryzacją, jej projektem jest np. ciężki niemiecki czołg Leopard 1, który produkowany jest nadal od 1961 roku (obecnie Leopard 2). Spółka eksperymentuje także z projektami niekoniecznie sportowymi. Przykładem tego jest dobrze przyjęty model Cayenne, będący po prostu „uterenowionym” (250 – 550 KM) samochodem sportowym. W 2009 roku koncern wprowadził na rynek model Panamera, który jest luksusowym czterodrzwiowym i czteromiejscowym coupé będącym pierwszym seryjnie produkowanym przez firmę Porsche tego typu samochodem. Nazwa modelu pochodzi od historycznego, długodystansowego wyścigu – „La Carrera Panamericana”. Projekt Panamery opiera się na pomyśle zastosowanym na znacznie mniejszą skalę przez Porsche AG w pierwszych wersjach 911 karosowanych przez firmę Troutman, ale sygnowanych logo Porsche, a następnie w istniejącym wyłącznie w jednym jeżdżącym egzemplarzu, modelu 989 z 1991 roku. Idea czterodrzwiowego i czteromiejscowego Porsche była kontynuowana także przez firmę tunerską ASC w postaci modelu 928 ASC Estate (także posiadającego prawo do noszenia logo Porsche) – jeden egzemplarz znajduje się w Porsche-Museum w Stuttgarcie.
W historii przedsiębiorstwa istniały też modele czteromiejscowe, choć tylko 2-drzwiowe (Beutler-Porsche 356C), ale także Troutman-Barnes-Porsche model 659 opracowany na bazie wczesnej 911, czy opracowany w laboratoriach Porsche z okazji 75. urodzin Ferdynanda „Ferry’ego” Porsche model 928-4 (istniejący w jednym zachowanym egzemplarzu); jak również model terenowy (597 „Jagdwagen”) opracowany na zlecenie Bundeswehry.
W 2014 roku po raz pierwszy marka modelem Macan weszła w segment kompaktowych samochodów sportowo-użytkowych.
W 2006 roku w Polsce otwarto pierwsze Centrum Porsche (Porsche Centrum Warszawa). Podczas otwarcia Leszek Kuzaj odebrał od szefów firmy kluczyki do nowego Porsche 911 Turbo. Spotkanie swą obecnością zdobiła Kayah. Obecnie w Polsce działa 8 Centrów Porsche – dwa w Warszawie, Sopocie, Poznaniu, Katowicach, Wrocławiu, Łodzi i Krakowie.
Od początku 2009 roku Porsche wprowadziło do swojej oferty pierwszy silnik Diesla, zamontowany w modelu Cayenne Diesel, o pojemności 3000 cm³ i mocy maksymalnej 240 KM. Silnik ten pochodzi z koncernu Volkswagen AG, a montowany jest m.in. w samochodach Audi. W 2017 roku Porsche wstrzymało produkcję samochodów z silnikiem wysokoprężnym, a w 2018 roku oficjalnie potwierdziło, że całkowicie rezygnuje z tego rodzaju napędu i nie będzie oferowało takich samochodów w przyszłości, stawiając na rozwój silników benzynowych, napędów hybrydowych oraz elektrycznych.

### Porsche Lifestyle
Porsche od początku istnienia promuje lajfstajlowy wizerunek marki. Przejawia się to zarówno w organizacji klubów użytkowników pojazdów wyprodukowanych przez Porsche, jak i promocji produktów firmy nie związanych z motoryzacją (odzież, kosmetyki, przedmioty codziennego użytku).
We współpracy z założoną przez Ferdinanda Porsche firmą PorscheDesign produkowane są zarówno gadżety dla kierowców i wielbicieli marki, jak i projektowane są przedmioty produkowane z logo Porsche przez inne firmy (obuwie Adidas, zegarki Eterna, torby Puma, okulary przeciwsłoneczne i oprawki do okularów korekcyjnych Rodenstock, akcesoria AGD Siemens czy wyposażenie wnętrz m.in. Franke).
Równocześnie w większości krajów istnieją Porsche Kluby użytkowników i fanów samochodów Porsche. Polski klub – Porsche Club Poland z siedzibą w Lublinie istnieje od 2000 roku, akredytację Porsche AG uzyskał jako 205. klub na świecie (na ok. 650 obecnie istniejących) w 2003 roku dzięki staraniom jego inspiratora i długoletniego (do 2009) prezesa – Jarka „Komancza” Guldynowicza. PCP prowadzi aktywną działalność zarówno sportową, jak i promocyjną wśród użytkowników i fanów marki. Honorowymi członkami PCP są znani, wieloletni użytkownicy samochodów Porsche – m.in. Maryla Rodowicz i Sobiesław Zasada. Klub skupia obecnie ponad 200 członków, posiadających w sumie ok. 400 pojazdów Porsche – począwszy od zabytkowych 356, przez niedoceniane 914, 924 czy 944, po najnowsze egzemplarze 911 GT3.

### Sport motorowy
Porsche to jedna z najbardziej utytułowanych marek samochodów sportowych. Do roku 2000 samochody marki wygrały ponad 24 000 rajdów i wyścigów. Porsche specjalizowało się głównie w wyścigach długodystansowych. Dzięki takim modelom jak 917, 935, 936, 956 czy 911 GT1 Porsche odniosło najwięcej (16) zwycięstw w słynnym klasyku 24 godziny Le Mans. Porsche odniosło także wiele sukcesów w rajdach. Porsche 911 był pierwszym samochodem, który wygrał rajd Paryż-Dakar (1984) i nie był samochodem terenowym. Wyczyn ten powtórzył także model 959 w 1986 roku, który w tym samym roku wygrał Le Mans w klasie GTX. Porsche także sporadycznie pojawiało się w Formule 1, z bardzo dobrym skutkiem współpracując z McLarenem. Te najbardziej znane modele to:
- Porsche 356 LM Coupe
- Porsche 550
- Porsche 718
- Porsche 904
- Porsche 917
- Porsche 935
- Porsche 956/962
- Porsche 959/961
- Porsche 911 GT1
- Porsche 911 GT2
- Porsche 911 GT3 RS

W samochodzie Porsche 911 wielokrotnie startował polski kierowca rajdowy Sobiesław Zasada.

## Modele samochodów

### Obecnie produkowane

#### Sportowe
- 911

#### Osobowe
- Panamera

#### SUV-y
- Macan
- Cayenne
- Cayenne Coupe

#### Elektryczne
- Taycan

### Dawniej produkowane
- 356 (1948–1965)
- 550 (1953–1956)
- 597 „Jagdwagen” (1955–1958)
- 911 (1964–1978)
- 911 (930) (1978–1989)
- 911 (964) (1989–1993)
- 911 (993) (1993–1998)
- 911 (996) (1998–2006)
- 911 (997) (2004–2011)
- 912 (1965–1969)
- 914 (1969–1976)
- 924 (1976–1988)
- 928(1977–1995)
- 944 (1982–1991)
- 959 (1986–1989)
- 968 (1991–1995)
- 986 Boxster (1996–2004)
- 987 Boxster (2004–2011)
- Carrera GT (2004–2006)
- 918 Spyder (2013–2015)
- 718 Cayman (2015–2025)
- 718 Boxster (2016–2025)

### Modele Wyścigowe
- 360 Cisitalia (1949)
- 550 Spyder
- 718 Formula 2
- 718 RS 60 Spyder
  - 718 RSK Spyder
- 787 Formula 2
- 804 Formula 1
- 904 (1964–1965)
- 906 Carrera 6 (1960)
- 907 (1968)
- 908 (1968)
- 909 Bergspyder (1966–1967)
- 910
- 917 (1970–1971)
- 919 Hybrid
- 934(inne języki)
- 935
- 936
- 956
- 961
- 962
- Cayman 987c (2006–2012)
- LMP2000
- Porsche-March 89P
- RS Spyder (2005–2008)
- WSC-95(inne języki)

### Prototypy
- 64 (1939)
- 114(inne języki)
- 356/1(inne języki)
- 695(inne języki)
- 901(inne języki)
- 916(inne języki)
- 918 Spyder (2010)
- 918 RSR (2011)
- 942(inne języki)
- 959
- 969(inne języki)
- 989(inne języki)
- C88(inne języki)
- Cayman S Concept (2005)
- Carma (2007)
- Panamericana
- Sebring Spyder (2010)

## Ciągniki produkowane przez Porsche - Diesel

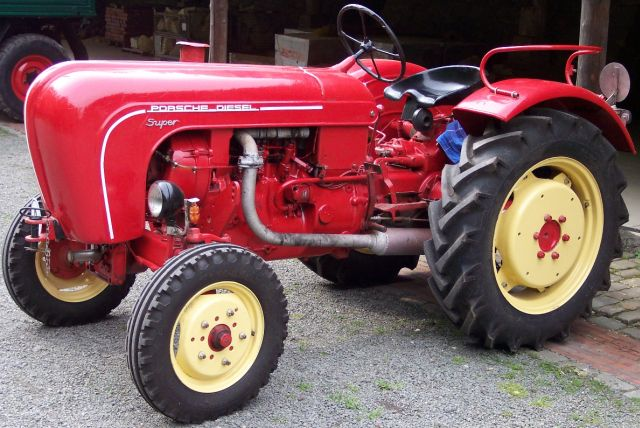
Porsche Super

- Type 110
- Seria AP
- Junior (14 KM)
- Standard (25 KM)
- Super (38 KM)
- Master (50 KM)
- 312
- 108F
- R22

## Czołgi
- Elefant, zwany też Ferdinand lub Tiger
- Maus
- VK4501 Porsche Tiger (Tiger (P))
- Porsche Typ 250

## Fabryki Porsche
- Niemcy:
  - Stuttgart-Zuffenhausen
  - Lipsk
  - Osnabrück
  - Delitzsch
- Słowacja:
  - Bratysława
- Finlandia:
  - Uusikaupunki